# Henry Rzepa

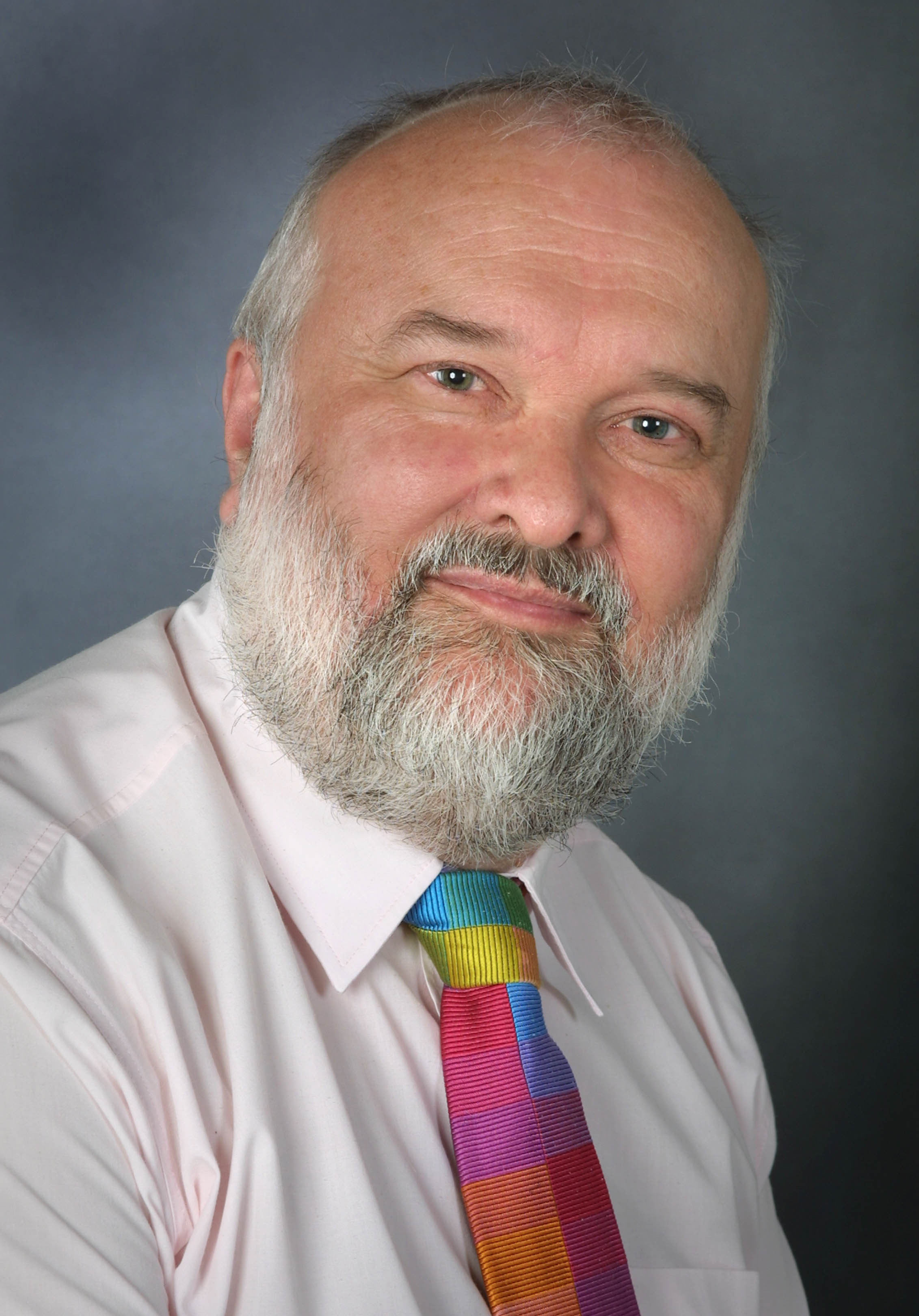
Henry Rzepa (2005)

Henry Stephen Rzepa (* Juni 1950) ist ein britischer Chemiker und emeritierter Professor für Computational Chemistry am Imperial College London.

## Bildung
Henry Rzepa wurde Juni 1950 geboren und besuchte die Wandsworth Comprehensive School in London. Anschließend besuchte er die Fakultät für Chemie des Imperial College London, wo er 1971 seinen Abschluss machte. Dort promovierte er über die physikalische organische Chemie von Indolen unter der Leitung von Brian Challis.

## Karriere und Forschung
Nach einem dreijährigen Postdoc-Aufenthalt at the University of Texas at Austin, Texas bei Michael Dewar in dem damals aufkommenden Bereich der Computerchemie, kehrte er an das Imperial College zurück und wurde 2003 schließlich zum Professor des Colleges ernannt. Seit 2014 ist er emeritierter Professor für Computational Chemistry.
Seine Forschungsinteressen zielen darauf ab, verschiedene Arten von chemischen Informationsinstrumenten zu kombinieren, um strukturelle, mechanistische und stereochemische Probleme in der organischen, bioorganischen und metallorganischen Chemie sowie in der Katalyse zu lösen, wobei er Techniken wie semiempirische Molekülorbitalmethoden (die MNDO-Familie), Kernspinresonanzspektroskopie (NMR), Röntgenkristallographie, und ab initio Quantentheorien verwendet. Er war sich der komplexen semantischen Probleme bewusst, die mit der Konvergenz verschiedener Bereiche der Chemie zur Lösung moderner multidisziplinärer Probleme verbunden sind, und begann um 1987 mit der Untersuchung der Nutzung des Internets als Informations- und Integrationsmedium, wobei er sich 1994 auf das World Wide Web konzentrierte, für das er das größte Potenzial sah. Peter Murray-Rust und er stellten 1995 erstmals die Chemical Markup Language (CML) als umfassenden Träger semantischer chemischer Informationen und Daten vor. Sie prägten den Begriff Datument als Kofferwort, um die Entwicklung von den mit traditionellen wissenschaftlichen Publikationsmethoden erstellten Dokumenten hin zu den von Tim Berners-Lee formulierten Idealen des Semantic Web besser auszudrücken.
Zu seinen Beiträgen zur Chemie gehört die Erforschung der Möbius-Aromatizität, die durch die theoretische Entdeckung relativ stabiler Formen zyklischer konjugierter Moleküle hervorgehoben wird, die zwei und mehr Halbdrehungen in der Topologie aufweisen, statt nur einer einzigen Drehung, wie sie mit Möbius-Systemen assoziiert wird (und daher möglicherweise zutreffender als Johann-Benedict-Listing-Ringe bezeichnet werden). Er ist verantwortlich für die Entschlüsselung der mechanistischen Ursprünge der Stereokontrolle in einer Vielzahl von katalytischen Polymerisationsreaktionen, einschließlich der Umwandlung von Lactid in Polylactid, einer neuen Generation von biologisch nachhaltigen Polymeren, die nicht auf Erdöl angewiesen sind. Er ist auch bekannt für die Integration der Chemie (in Form von CML) mit aufkommenden Internet-Technologien und Trends wie RSS und Podcasting, für die Einführung der chemischen MIME-Typen im Jahr 1994 und für die Organisation der ECTOC-Online-Konferenzen für organische Chemie, die von 1995 bis 1998 stattfanden.

### Auszeichnungen
Rzepa wurde 2012 von der American Chemical Society, zusammen mit Peter Murray-Rust, mit dem Herman Skolnik Award ausgezeichnet.

## Publikationen
- Hydrogen transfer reactions of indoles. (Dissertation). Hrsg.: Imperial College London. London August 1974, OCLC 930651784, doi:10.14469/spiral/20860 (englisch, 275 S., imperial.ac.uk [PDF; 4,6 MB]).
- Peter Murray-Rust, Henry S Rzepa, Mark J Williamson, Egon L Willighagen: Chemical markup, XML, and the World Wide Web. 5. Applications of chemical metadata in RSS aggregators. In: Journal of Chemical Information and Modeling. Band 44, Nr. 2, 2004, S. 462–469, doi:10.1021/ci034244p, PMID 15032525 (englisch).
- Edward L Marshall, Vernon C Gibson, Henry S Rzepa: A computational analysis of the ring-opening polymerization of rac-lactide initiated by single-site beta-diketiminate metal complexes: defining the mechanistic pathway and the origin of stereocontrol. In: Journal of the American Chemical Society. Band 127, Nr. 16, 27. April 2005, S. 6048–6051, doi:10.1021/ja043819b, PMID 15839705 (englisch).
- A double-twist Möbius-aromatic conformation of [14]annulene. In: Organic Letters. Band 7, Nr. 21, 13. Oktober 2005, S. 4637–4639, doi:10.1021/ol0518333, PMID 16209498 (englisch).
- Patrick W Fowler, Henry S Rzepa: Aromaticity rules for cycles with arbitrary numbers of half-twists. In: Physical Chemistry Chemical Physics. Band 8, Nr. 15, 21. April 2006, S. 1775–1777, doi:10.1039/b601655c, PMID 16633661 (englisch).
- Rajarshi Guha, Michael T. Howard, Geoffrey R. Hutchison, Peter Murray-Rust, Henry Rzepa, Christoph Steinbeck, Jörg Wegner, Egon L. Willighagen: The Blue Obelisk—Interoperability in Chemical Informatics. In: Journal of Chemical Information and Modeling. Band 46, Nr. 3, 22. Mai 2006, S. 991–998, doi:10.1021/ci050400b, PMID 16711717, PMC 4878861 (freier Volltext) – (englisch).
- Charlotte S M Allan, Henry S Rzepa: A computational investigation of the structure of polythiocyanogen. In: Dalton Transactions. Nr. 48, 28. Dezember 2008, S. 6925–6932, doi:10.1039/b810147g, PMID 19050778 (englisch).
- Wormholes in chemical space connecting torus knot and torus link pi-electron density topologies. In: Physical Chemistry Chemical Physics. Band 11, Nr. 9, 7. März 2009, S. 1340–1345, doi:10.1039/b810301a, PMID 19224034 (englisch).